# Robin Seidl
Robin Valentin Seidl (* 21. Januar 1990 in Oberaula, Deutschland) ist ein österreichischer Beachvolleyball- und ehemaliger Volleyballspieler. Er gewann fünfmal die österreichische Beachvolleyball-Meisterschaft.

## Karriere Beach
Seidl wurde 2008 österreichischer Meister der U20 im Beachvolleyball. Seit 2009 bildete er ein Duo mit Alexander Huber und spielte in dem Jahr erstmals auf der FIVB World Tour. Bei der U20-Europameisterschaft in Kos belegte er mit Felix Koraimann den 13. Platz. Mit Jörg Wutzl kam er bei der U21-Weltmeisterschaft in Blackpool auf den 19. Rang. 2010 war ein fünfter Platz beim Challenger-Turnier in Novi Sad das beste internationale Ergebnis für Huber/Seidl. Mit Helmut Moser wurde Seidl bei der U21-WM in Alanya Neunter. Bei der nationalen Meisterschaft standen Huber/Seidl im Endspiel und wurden österreichischer Vizemeister.
2011 erreichten sie das Finale des Baden Satellite und dritte Plätze in Lausanne (Satellite) und Warna (Challenger). Beim Grand Slam in Klagenfurt besiegten sie die amtierenden Europameister Nummerdor/Schuil und belegten den 17. Platz. Bei der anschließenden EM in Kristiansand kamen sie als eines von drei punktgleichen Teams der Vorrundengruppe ins Achtelfinale und unterlagen dort den Dänen Søderberg/Hoyer. Außerdem wurden sie erstmals österreichischer Meister.
In die Saison 2012 starteten sie mit einem 13. Platz bei den Brasília Open. Bei der EM in Scheveningen gelangten sie als Gruppendritte in die erste K.-o.-Runde und schieden nach drei Sätzen gegen die Schweizer Gabathuler/Gerson aus. Danach wurden sie Vierte beim Masters in Novi Sad. National erreichten die Titelverteidiger das Endspiel und wurden österreichischer Vizemeister. Zum Auftakt der Saison 2013 wurden gelangen ihnen zwei dritte Plätze beim Satellite-Turnier in Antalya und den Fuzhou Open. Weitere Top-Ergebnisse erzielten sie als Fünfte des Baden Masters und Vierte es Grand Slam in Den Haag. Bei der WM in Stare Jabłonki mussten sie sich als Gruppendritte in der ersten K.-o.-Runde den Deutschen Erdmann/Matysik geschlagen geben. Jeweils auf den neunten Rang kamen sie bei den Grand Slams in Gstaad und Long Beach. Bei der EM in Klagenfurt gewannen sie ihre Vorrundengruppe und qualifizierten sich direkt für das Achtelfinale, das sie gegen die Norweger Horrem/Eithun verloren. Sie beendeten das Jahr mit einem neunten Platz beim Grand Slam in Xiamen.
Das gleiche Ergebnis gab es Anfang 2014 beim CEV-Masters in Baden. Bei der EM in Quartu Sant’Elena erreichten Huber/Seidl als Gruppendritte die erste K.-o.-Runde, in der sie sich mit einer Niederlage gegen die Russen Semjonow/Krassilnikow verabschiedeten. Zwischen den beiden Grand Slams in Stavanger und Gstaad, die sie jeweils auf dem neunten Rang abschlossen, kamen sie ins Finale des Masters in Novi Sad. Bei der WM 2015 in den Niederlanden schieden sie als einer der schlechteren Gruppendritten bereits nach der Vorrunde aus. Auch auf der World Tour waren sie 2015 zunächst erfolglos. Besser lief es bei der EM in Klagenfurt, als sie als Gruppendritter erst im Achtelfinale den Polen Kantor/Łosiak unterlagen. Mit dem neunten Platz beim Masters in Mailand und dem fünften Rang in Xiamen wurden die Ergebnisse wieder besser.
2016 erreichten Huber/Seidl das Endspiel der Doha Open und damit trotz der Niederlage gegen die Vize-Europameister Ranghieri/Carambula ihr bislang bestes Ergebnis auf der World Tour. Bei vier weiteren Open-Turnieren wurden sie jeweils Neunte. Die EM in Biel/Bienne endete für sie hingegen als Gruppenletzte schon nach der Vorrunde. Mit dem Sieg beim europäischen Continental Cup in Stavanger qualifizierten sie sich für die Olympischen Spiele in Rio de Janeiro. Dort besiegten sie in der Vorrunde die US-Amerikaner Gibb/Patterson. Sie kamen als Gruppendritter ins Achtelfinale, das sie gegen die US-Amerikaner Lucena/Dalhausser verloren. Nach einem vierten Platz bei der österreichischen Meisterschaft beendeten Huber und Seidl ihre lange Zusammenarbeit.
2017 spielte Seidl an der Seite von Tobias Winter, mit dem er durchwachsene Ergebnisse hatte und bei der WM in Wien in der ersten Hauptrunde ausschied. 2018 startete Seidl zunächst zusammen mit Christoph Dressler und später mit Philipp Waller, mit dem er das FIVB 3-Sterne-Turnier in Haiyang gewann. Seidl/Waller spielten bis 2022 mit wechselhaften Erfolgen auf der World Tour und gewannen 2019 sowie 2021 die nationale Meisterschaft.
Von 2023 bis 2024 spielte Seidl mit Moritz Pristauz. Das neugebildete Duo startete höchst erfolgreich, belegte beim FIVB-Challenge-Turnier in La Paz den dritten Platz und stand bei den ÖMS in Baden als Staatsmeister 2023 ganz oben am Podest. Gemeinsam qualifizierten sie sich als zweites österreichisches Männerduo für die WM 2023 in Tlaxcala, wo sie den geteilten 17. Platz belegten. Ihren bisher größten Erfolg gelang Pristauz und Seidl beim FIVB Challenge-Turnier in Goa, bei dem sie im Endspiel gegen die Spanier Herrera/Gavira nach einem 9:14 Punkterückstand im dritten Satz ihren ersten Sieg auf der Beach Pro Tour schafften. Nach einem neunten Platz beim Elite16-Turnier in João Pessoa siegten sie auch beim Challenge-Turnier im philippinischen Nuvali.
Seidl ist Sportler des Heeressportzentrums des Österreichischen Bundesheers. Als Heeressportler trägt er derzeit den Dienstgrad Korporal.

## Karriere Halle
In der Halle spielte Seidl von 2005 bis 2011 zusammen mit Huber für VBK Klagenfurt, seit 2008 in der ersten Bundesliga. Mit dem Verein nahm er einmal am Europapokal teil. Er hatte auch drei Einsätze in der österreichischen Nationalmannschaft.